# Batman : Halloween
Batman : Halloween ou Nuits d'Halloween est la version française du recueil de comics américain "Batman: Haunted Knight" édité en 1996 par DC Comics. Il réédite trois one-shot liés à Batman : Batman: Legends of the Dark Knight Halloween Specials. Chacune des histoires a été écrite par Jeph Loeb et dessinée par Tim Sale. La popularité de ces histoires a mené à l'édition de la série Batman: The Long Halloween.

## Synopsis
Halloween est un ensemble d'histoires courtes de Batman, publiées pour la fête d'Halloween.
Durant l'histoire "Peurs" (Fears), Batman se lance à la poursuite de l’Épouvantail. Comme le titre le suggère, la peur joue un grand rôle dans cette histoire.
"Folie" (Madness) raconte l'histoire de la fille du Capitaine James Gordon, Barbara, qui est enlevée par le Chapelier Fou et forcée à boire le thé avec d'autres enfants enlevés. Batman et Gordon sauvent finalement Barbara et neutralisent le Chapelier Fou.
"Fantômes" (Ghosts) est l'adaptation de A Christmas Carol à l'univers de Batman avec le père de Bruce, Thomas Wayne, prenant la place de Jacob Marley, et les trois esprits étant Poison Ivy (le Fantôme du Noël Passé), le Joker (le Fantôme du Noël Présent), et une Faucheuse (le Fantôme du Noël à venir) qui s'avère être le fantôme de Batman. Le message des esprits est que Bruce ne devrait pas laisser Batman prendre le contrôle de toute sa vie.

## Continuité
Peu de choses sont connues sur la place exacte de Halloween (Haunted Knight) dans la continuité des séries de Jeph Loeb et Tim Sale sur Batman :
- Durant "Folie", le vilain Double-Face est cité dans la phrase "Le Joker. L’Épouvantail. Pile-ou-Face. Chacun à sa propre folie qui le conduit et l'accompagne...[1]". Cependant, Double-Face n'existe pas encore dans cette série. Il n'apparaît qu'à la fin de Batman: The Long Halloween.

- Catwoman, qui était à Rome pendant six mois (Catwoman: When in Rome) à la suite des événements de Un Long Halloween (de la Saint Valentin à Thanksgiving dans Batman: Dark Victory), mais qui était revenue à la fin de Dark Victory, est absente. Et Jim Gordon a encore le rang de Capitaine dans la Police de Gotham City, alors qu'il a été promu Commissaire au début de Dark Victory.

- Les histoires "Peurs" et "Fantômes" présentent la vie au Manoir Wayne. L'absence de référence à Dick Grayson / Robin, qui apparaît durant Dark Victory, pousse à penser que les deux histoires se déroulent avant Dark Victory. Cependant, les trois histoires prennent place lors d'Halloweens différents.

## Éditions françaises
- 2004 : Halloween (Semic, Collection Semic Books) : première édition en français en 2 volumes.
- 2014 : "Des Ombres Dans La Nuit", Collection DC Essentiels, Urban Comics  (ISBN 978-2-3657-7348-5). Contient également "Catwoman: When In Rome" et "Nuits Après Nuits (Night after Night)"
- 2018 : "Des Ombres dans la nuit", Collection DC Comics - La Légende de Batman, Eaglemoss (Absence d'ISBN)

#### Batman: Premières Années
- Année 1 : Vengeance oblige (Batman: Year One), 1987
- Année 2 : L'Héritage du faucheur (Batman: Year Two), 1987
- Un long Halloween (The Long Halloween), 1996
- Amère victoire (Dark Victory), 1999